# Isla de perros (película)
Isla de perros —título original en inglés: Isle of Dogs— es una película estadounidense de animación y comedia de 2018, dirigida por Wes Anderson y realizada mediante la técnica de stop motion. La cinta cuenta con las voces de Bryan Cranston, Koyu Rankin, Edward Norton, Bob Balaban, Bill Murray y Jeff Goldblum. Es una coproducción de Alemania y Estados Unidos, producida por Indian Paintbrush, American Empirical Pictures y Studio Babelsberg. Fue estrenada en la edición 68 del Festival Internacional de Cine de Berlín, donde Anderson ganó el Oso de Plata en la categoría de mejor dirección. Se publicó una adaptación de la historia a una serie de manga por Minetarō Mochizuki, apareció en la edición de mayo de 2018 de la revista Weekly Morning. La cinta fue nominada a los Globos de Oro en las categorías de mejor largometraje de animación y mejor banda sonora original.

## Argumento
El prólogo se inicia con Júpiter, un terranova que empieza a relatar una antigua leyenda acerca de un pequeño pero valiente samurái quien tuvo la osadía de cortarle la cabeza a los Kobayashi, una temible dinastía amante de los gatos que intentó exterminar a todos los perros posibles.
1000 años después, en un archipiélago japonés, se había desencadenado un extraño brote de gripe canina a través de la ciudad de Megasaki, arriesgando la vida humana existente allí. El alcalde la ciudad, Kenji Kobayashi, había declarado estado de emergencia y como medida extrema decreta el exilio de todos los perros de la ciudad (tanto domésticos como callejeros), dejándolos en cuarentena en la Isla de la Basura. El profesor Watanabe, científico veterinario y rival político de Kobayashi, había decretado demasiado radical e inhumana la decisión de Kobayashi, e intentó convencer a los habitantes de Megasaki que le dieran tiempo hasta hallar la cura contra la gripe canina, pero lamentablemente todos (hasta los dueños de mascotas) se mostraban reacios ante esa solución ya que se dejaron llevar por las influencias de Kobayashi. El primer perro en ser deportado era, irónicamente, la mascota de la familia real, Spots, un mestizo de pelaje blanco con manchas negras quien además era el guardián personal del sobrino huérfano y distante del alcalde, Atari Kobayashi.
Parte 1: El pequeño piloto
Seis meses después de que el mejor amigo del hombre acabara sobreviviendo sin el cuidado de este último en medio de La Isla de la Basura, se nos revela que Atari se las había arreglado para conseguir escapar de sus mayores y robar un avión para viajar hasta la isla con la esperanza de poder recuperar a Spots. Atari sufre un aterrizaje forzoso y cae inconsciente. Al despertar, Atari conoce a una jauría de cinco perros formada por: Rex, una mezcla de pastor que solía ser mascota en una biblioteca; King, un mestizo entre schnauzer y setter irlandés que solía promocionar una cadena comida canina; Boss, una mezcla entre boxer y pitbull que solía ser la mascota de un equipo de béisbol; Duke, un husky siberiano de una familia esquimal que disfruta de los chismes; y Chief, un callejero de pelaje negro que desconfía de los humanos. Ellos, excepto Chief, deciden ayudar a Atari a localizar a Spots pero lamentablemente solamente pudieron encontrar sus restos en una jaula. Triste mientras le hacía un entierro a su querido amigo, Atari todavía recuerda el día en que conoció a Spots, que ocurrió poco tiempo después de que él perdiera a sus padres y un riñón. Sin embargo, antes de que Atari se marchara, se nos revela que el nombre del perro muerto era en realidad Sport. De pronto, el grupo se enfrenta contra unos perreros acompañados por un perro robótico, quienes fueron enviados por Kobayashi para traer devuelta a su sobrino a la fuerza. Luego de que Atari y los perros escaparan y los perreros fracasaran en su misión, un enfurecido Alcalde Kobayashi había declarado que su sobrino ha sido secuestrado por una jauría de perros malos, a quienes terminarán asesinando una vez que recupere y castigue a Atari. Atari con el tiempo se gana el respeto y la confianza de la jauría, excepto Chief, quien aún mantenía su orgullo de callejero. La jauría decide entonces iniciar un largo viaje de búsqueda para ayudar a Atari a reunirse con Spots, dirigiéndose al otro extremo de la isla. A pesar de que Chief todavía era muy orgulloso, decide participar en la búsqueda luego de ser convencido por Nutmeg, una perra de raza pura que se dedicaba a los espectáculos, de la cual Chief está enamorado.
Parte 2: En búsqueda de Spots
Durante el viaje, mientras los perros comienzan a recordar los alimentos que sus amos solían darles, Chief confiesa que en realidad él una vez fue la mascota de una familia, sin embargo permaneció en las calles debido a su tendencia a morder a cualquiera que intentara acariciarlo. Ellos eventualmente se encontraron Júpiter y su compañera pug, Oráculo, quienes les dijeron cómo llegar a una mini-isla cercana en donde seguramente estaba Spots. Pero también les advirtieron de la presencia de una extraña camada de perros aborígenes que solía ser utilizados como ratas de laboratorios, y que tras escapar de su vida de tortura recurrieron al canibalismo. De vuelta en Megasaki, el profesor Watanabe logró hallar la cura para la gripe canina, pero Kobayashi, quien todavía quería dejar en exilio a los perros, no se lo iba hacer sencillo. No sólo se encargó de asegurarse que la cura jamás saliera a la luz, sino que también arrestó al profesor por contradecirlo, y después hizo una conspiración para asesinarlo con un sushi que contenía wasabi envenenado. Esto dejó en controversia al grupo de defensa de los perros, entre ellos Tracy Walker, una estudiante de intercambio estadounidense quien también es dueña de Nutmeg, insistiendo que hay gato encerrado e inicia una investigación del caso.
Durante el viaje, Chief y Atari quedan solos tras separarse de los demás miembros de la pandilla. Al principio, Chief todavía mostraba desconfianza hacia Atari, sobre todo al verse forzado a cuidarlo, pero con el tiempo Chief comienza a sentir un cariño enorme hacia el muchacho como nunca lo tuvo antes hacia un humano. Como resultado, Chief comenzó a dejarse abrazar por él, a jugar con él a traer el palo y luego le permitió que le diera su primer baño, revelando que Chief en realidad tenía el pelaje blanco con manchas negras, compartiéndo un enorme parentesco con Spots (excepto por el color de sus narices), lo que hace que Atari se diera cuenta de que Chief y Spots podría pertenecer a la misma raza. Chief también comienza a recordar que él y otro cachorro fueron los únicos supervivientes de su camada, pero jamás llegó a encontrarse con su hermano. Tras desarrollar un fuerte lazo con Atari, Chief estaba determinado en hacer lo posible por satisfacer la felicidad de Atari haciéndole prometer que recuperaría a Spots.
Parte 3: La cita
Atari y Chief lograron encontrarse con el resto del grupo, pero todos fueron emboscados por más de los perreros de Kobayashi y sus perros robóticos. Spots llega justo a tiempo en compañía de los perros aborígenes (los cuales no resultaron ser caníbales) para derrotar a los hombres de Kobayashi y salvar a Atari y a la pandilla, quienes fueron dados por muertos luego de que ellos lograran escapar. Spots revela varias verdades a Atari y a la pandilla, empezando por el hecho de que los perros aborígenes fueron quienes lo liberaron de su jaula y lo hicieron su líder tras perder a su líder anterior, también que va a tener una camada de cachorros con una perra aborigen llamada Peppermint. También el reveló que él era el hermano mayor perdido de Chief, y finalmente se reveló que fueron los Kobayashi los responsables de crear la gripe canina de manera intencional, usando a los perros aborígenes. Con su nuevo cargo de líder de la manada marginada, Spots decide otorgarle a su hermano menor Chief su cargo como el nuevo perro guardián de Atari al ver que ellos se hicieron amigos, además de dejar que su amo se quedara con uno de sus cachorros.
Un búho de la isla había llegado con un mensaje por parte de Júpiter: él, Oráculo, Nutmeg y el resto de los perros de la isla habían sido acorralados por los perreros de Kobayashi para ejecutar un plan que terminara para eliminarlos a todos y  acabar con la gripe canina de una vez por todas; mientras que sus amos los terminarían reemplazándolos por los perros robóticos de Kobayashi. Esto obliga a Atari y a sus amigos perrunos deciden ir preparándose para poder volver lo más rápido posible a la ciudad y llegar a tiempo para detener los planes de su tío.
Parte 4: La linterna de Atari
Tracy va entablar una conversación con Yoko Ono, compañera de trabajo del profesor Watanabe, a quien logra hacer recapacitar para que supere la tristeza por la muerte del profesor y le entregue la última muestra de la cura. En la noche de la reelección del alcalde, Tracy trae todas las evidencias que prueban la corrupción de Kobayashi, pero éste, por medio de su poder político, decide deportarla de vuelta a Estados Unidos y proceder con el plan de erradicación canina. Atari y el clan de perros llegan justo a tiempo, y tras usar el suero en Chief este último afirma que la cura es efectiva. Atari luego presenta un haiku, dedicado a Kobayashi, en el que expresa el valor y el amor que existen entre perros y humanos. Tras esas palabras, todo el pueblo se sintió conmovido y a su vez culpable, ya que entendieron que lo que le han estado haciendo a sus perros fue horrible y evidenciaba la naturaleza cruel humana en lugar de garantizar su propia supervivencia, mientras que Atari era el único que recurría a la unión y a la paz. Pero no había otro más arrepentido que el propio alcalde Kobayashi, quien decidió eliminar su decreto de exilio y su plan erradicación canina por el amor que siente hacia su sobrino. Su asistente de confianza, Major Domo, se enfurece con Kobayashi y decide desencadenar un combate contra el alcalde con el proceder con el plan de erradicación canina, tal y como lo habían planeado desde un principio. En la pelea, algunos Pro-perros y un perro robótico participan y Spots decide frenar la pelea, pero en el proceso él y Atari caen malheridos. A pesar de los intentos de Kobayashi por detener a Major Domo, este último logra detonar el botón de eliminar, pero ocurre una falla en la que los perreros y sus perros robóticos reciben el veneno, mientras que Jupiter, Oráculo, Nutmeg y los demás perros consiguen salvarse. Se nos revela que esto fue obra de uno de los Pro-perros, quien logró infiltrarse y hackear el sistema.
Atari y Spots son llevados por sus amigos hasta el hospital, donde el doctor afirma que a Atari le falla el riñón restante. Como nuevo acto de redención, Kobayashi dona su propio riñón para salvar a su sobrino. Cuando Atari se recupera, se revela que ahora se convirtió en el nuevo alcalde de Megasaki debido a una cláusula, mientras que Kobayashi y sus secuaces (incluyendo a Major Domo) son arrestados por corrupción. En su primer mandato, el alcalde Atari decreta que todos los perros exiliados regresen a la ciudad de Megasaki. Una vez ahí, son vacunados y devueltos a sus respectivas vidas y familias (incluyendo los miembros de la jauría). Atari y Tracy se convierten en pareja, mientras que Chief, quien también se convirtió en pareja de Nutmeg, disfruta de su nueva posición como perro guardián de Atari sin dejar de lado su orgullo callejero. En tanto, un recuperado Spots se había retirado de su cargo para poder cuidar de su familia en privado en la mansión.

## Reparto

### Perros principales
- Bryan Cranston, dando voz a Chief.[3]
- Edward Norton, dando voz a Rex.[3]
- Bill Murray, dando voz a Boss.[3]
- Jeff Goldblum, dando voz a Duke.[3]
- Bob Balaban, dando voz a King.[3]

### Perros secundarios
- Liev Schreiber, dando voz a Spots.[3]
- F. Murray Abraham, dando voz a Júpiter.[3]
- Scarlett Johansson, dando voz a Nutmeg.[3]
- Harvey Keitel dando voz a Gondo.[3]
- Tilda Swinton dando voz a Oracle.[3]

### Humanos
- Ken Watanabe, dando voz al alcalde Kobayashi.[3]
- Koyu Rankin, dando voz a Atari Kobayashi.[3]
- Greta Gerwig, dando voz a Tracy Walker.[3]
- Akira Takayama dando voz a Major Domo.[3]
- Yoko Ono dando voz a Asistente Yoko Ono.[3]
- Ken Watanabe dando voz a Jefe de Cirugía.[3]

## Producción

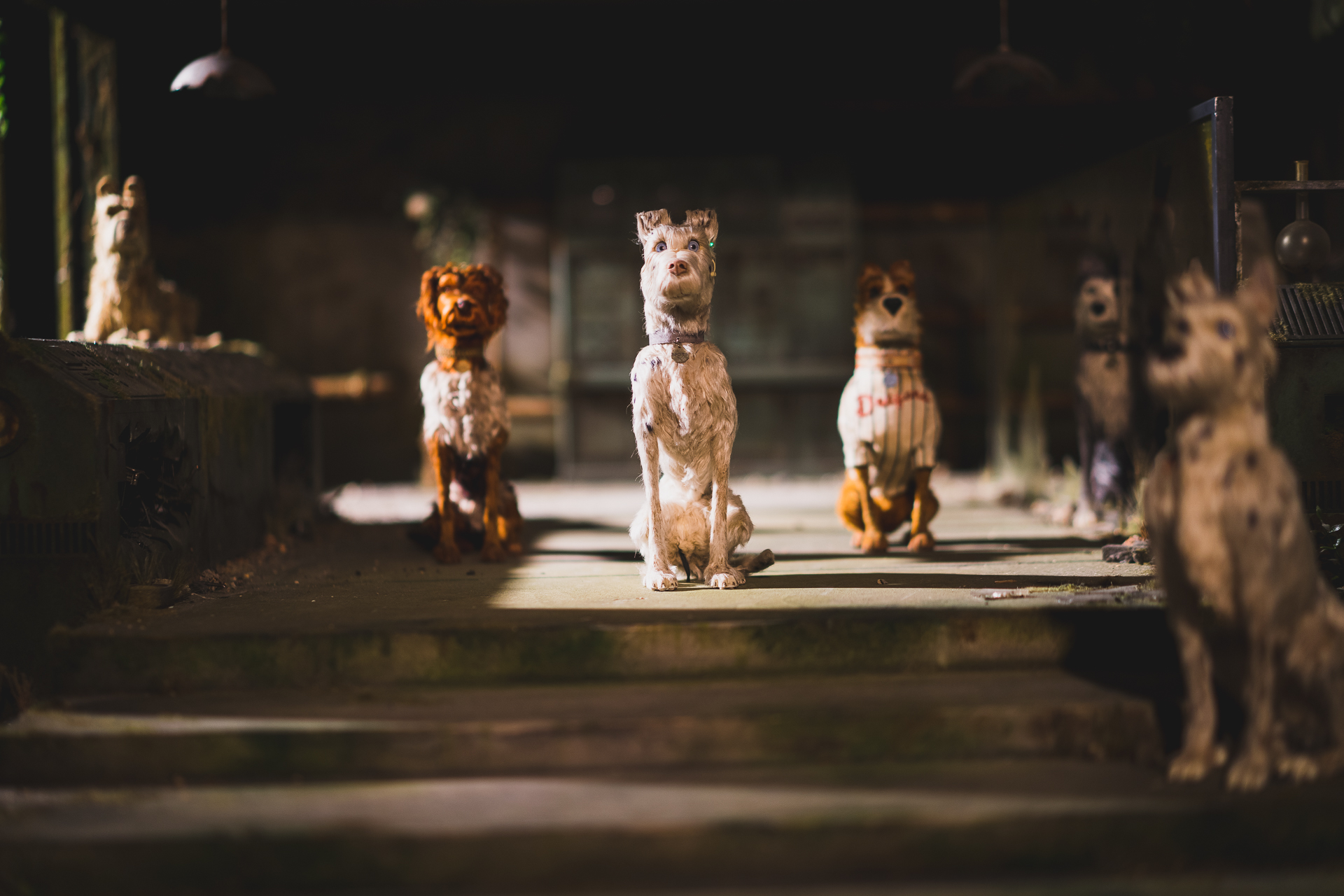
Modelos de los personajes.

En octubre de 2015, Anderson anunció que regresaba al estilo de stop motion con una «película acerca de perros», confirmando la participación de Edward Norton, Bryan Cranston y Bob Balaban. Según Anderson, se inspiró en un anuncio relacionado con una isla de perros que vio durante la filmación de Fantastic Mr. Fox en Inglaterra. La producción comenzó en octubre de 2016 en Londres, el departamento de animación fue el mismo encargado de la cinta Fantastic Mr. Fox. Se crearon 20 mil caras y más de mil muñecos de los personajes, creados por doce escultores que trabajaron seis días a la semana, los detalles para la creación de los personajes principales tomaron de entre dos y tres meses.
Para el proceso de producción, el director buscó que los personajes tuvieran un balance de anatomía real canina con un tono caricaturesco. Andy Gent, uno de los encargados del diseño de los modelos, esculpió algunos perros de muestra para posteriormente ser analizados. De alrededor de 500 modelos fueron elegidos los cuatro perros protagonistas y cada modelo tiene por dentro una armadura en forma de esqueleto metálico, para facilitar el movimiento y las posturas. Algunos de los personajes, por su complejidad, tomaron hasta 30 semanas en su diseño como el caso del personaje Nutmeg.
Para el proceso del diseño del set, Adam Stockhausen, colaborador de Anderson en dos películas anteriores, creó alrededor de 240 micro locaciones, entre las cuales destacan el domo municipal, el laboratorio monocromático y las ruinas de la Isla Basura. Las nubes de polvo y las olas del mar fueron hechas completamente a mano, la locación con mayores elementos es la Isla Basura, con sus diferentes zonas de colores. Para el diseño de los personajes humanos, el estudio 3 Mills Studios usó una resina para dar la sensación de calor y piel translúcida. En total se crearon mil marionetas, la mitad son perros y el resto son personas, destaca además el uso de bocas desmontables con direferentes muecas, que fueron añadidas cuando un personaje hablaba o se movía. La escena que más tiempo se invirtió fue donde se aprecia la elaboración de sushi, se dedicaron seis meses de grabaciones tras una profunda investigación para mostrar a detalle como cortar el pescado, el pulpo y mostrar el proceso en 45 segundos.

## Banda sonora

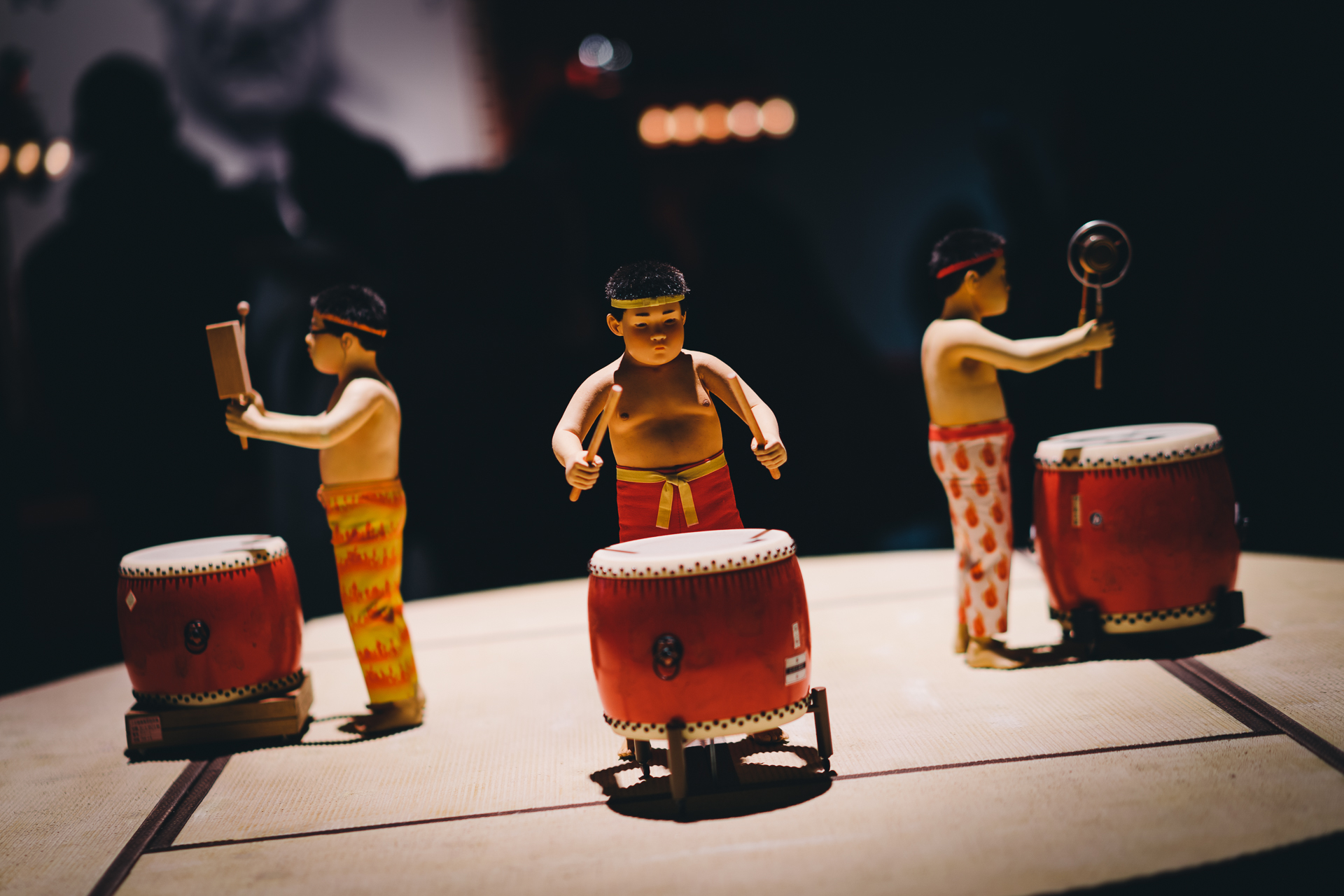
Modelos usado para las secuencias iniciales.

Wes Anderson confió la banda musical de la película de animación a manos del francés Alexandre Desplat, un reputado compositor conocido por sus múltiples composiciones para películas y con quien ya había trabajado anteriormente en películas como Fantastic Mr. Fox (2009), Moonrise Kingdom (2012) y El Gran Hotel Budapest (2014). La banda sonora mezcla instrumentos tradicionales japoneses, como los sonidos que producen el koto, taiko y el shakuhachi, con instrumentos de orquesta filarmónica. El sitio Back Seat Mafia definió la banda sonora de la película como «gran parte instrumental con un par de pistas vocales, evocadora pero extravagante», además señala que es una banda sonora que «da una sensación internacional y elude el peligro». Mientras el sitio Drowned in Sound definió el trabajo de Desplat «en gran medida apoyado en el taiko» y se divide en dos categorías «siniestra con los cantos profundos y cuerdas bajas; o maliciosa con el sonido del latón».
Algunas canciones pertenecen a películas del cine clásico japonés del director Akira Kurosawa. La banda sonora se compone de veintidós pistas en total, quince fueron compuestas por Desplat. La banda sonora original, creada por Desplat, quedó como nominada a los Premios de la Academia en febrero de 2019; algunos de los involucrados en la creación de la banda sonora fueron la Orquesta Sinfónica Toho, el compositor estadounidense David Mansfield, la Orquesta Sauter-Finegan y la banda de pop experimental West Coast Pop.

### Lista de pistas
| N.º | Título | Duración |  |
| 1.  | «Shinto Shrine» | 1:56     |  |
| 2.  | «Taiko Drumming» (escrita e interpretada por Kaoru Watanabe)                                                                             | 0:50     |  |
| 3.  | «The Municipal Dome» | 2:29     |  |
| 4.  | «Six Months Later + Dog Fight» | 2:05     |  |
| 5.  | «The Hero Pack» | 1:08     |  |
| 6.  | «First Crash-Landing» | 0:56     |  |
| 7.  | «Kanbei & Katsushiro – Kikuchiyo's Mambo» (de Los siete samuráis) (escrita por Fumio Hayasaka, interpretada por Toho Symphony Orchestra) | 0:52     |  |
| 8.  | «Second Crash-Landing + Bath House + Beach Attack»                                                                                       | 4:07     |  |
| 9.  | «Nutmeg» | 0:48     |  |
| 10. | «Kosame No Oka» (de El ángel ebrio) (escrita por Hachirō Satō y Ryōichi Hattori, interpretada por David Mansfield)                       | 1:06     |  |
| 11. | «I Won't Hurt You» (escrita por Michael Lloyd, Shaun Harris y Bob Markley, interpretada por The West Coast Pop Art Experimental Band)    | 2:23     |  |
| 12. | «Toshiro» | 1:07     |  |
| 13. | «Jupiter and Oracle + Aboriginal Dogs»                                                                                                   | 2:05     |  |
| 14. | «Sushi Scene» | 1:41     |  |
| 15. | «Midnight Sleighride» (de El teniente Kijé) (escrita por Serguéi Prokófiev, interpretada por la Orquesta Sauter-Finegan)                 | 3:01     |  |
| 16. | «Pagoda Slide» | 1:08     |  |
| 17. | «First Bath of a Stray Dog» | 0:26     |  |
| 18. | «TV Drumming» (written and performed by Watanabe)                                                                                        | 0:31     |  |
| 19. | «Kobayashi Canine-Testing Laboratory» | 1:57     |  |
| 20. | «Tokyo Shoe Shine Boy» (written by Seiichi Ida and Tasuku Sano, performed by Teruko Akatsuki)                                            | 3:02     |  |
| 21. | «Re-Election Night, Parts 1-3» | 5:00     |  |
| 22. | «End Titles» | 4:51     |  |

## Recepción

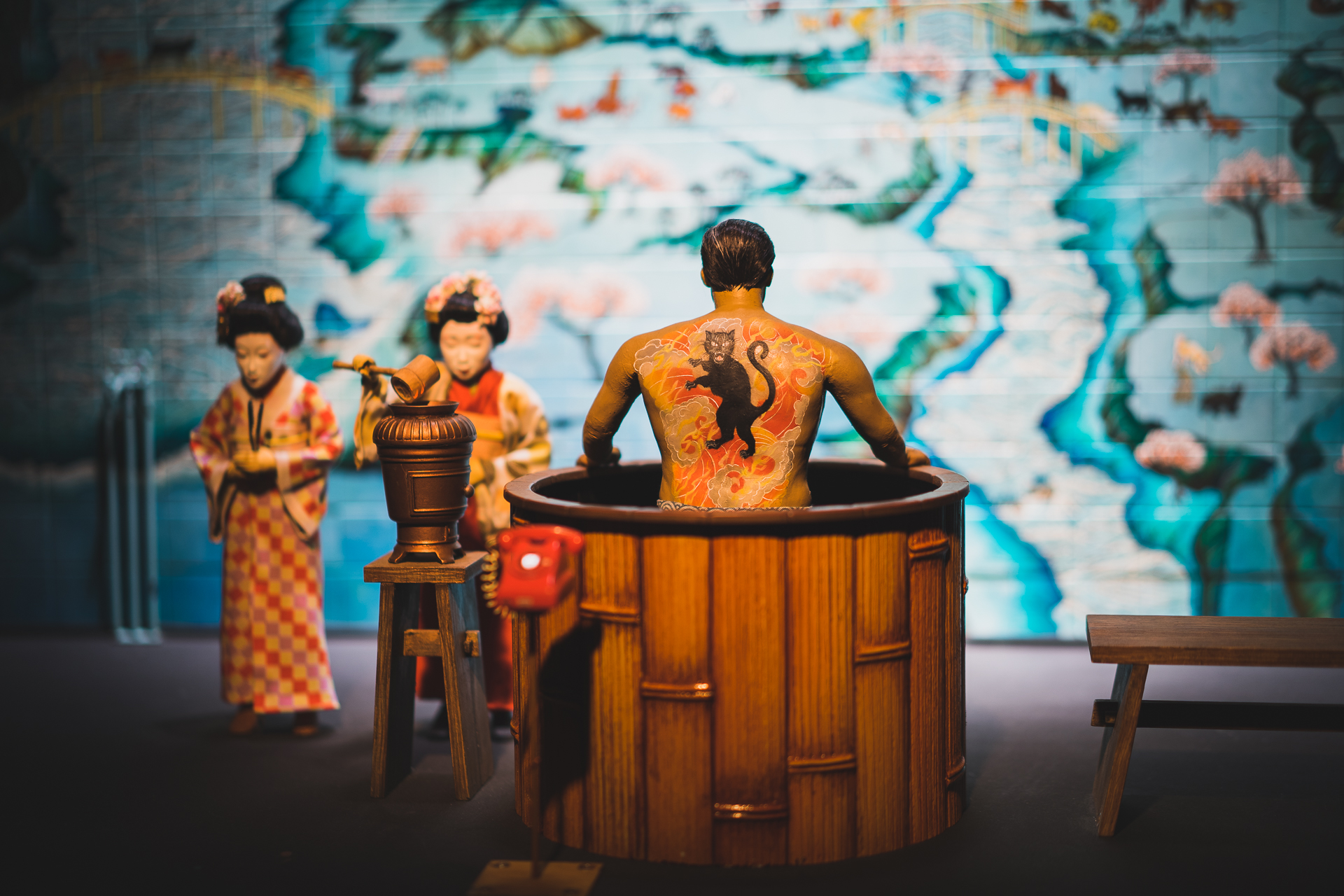
Modelos usados en la cinta.

### Crítica
Isle of Dogs ha recibido reseñas generalmente positivas de parte de la crítica y de la audiencia. En el portal de internet Rotten Tomatoes, la película posee una aprobación de 90%, basada en 366 reseñas, con una calificación de 8.0/10. La página Metacritic le ha dado a la película una puntuación de 82 de 100, basada en 55 reseñas, lo que indica «aclamación universal». El consenso que la define como: «La bellamente animada por stop-motion Isla de perros muestra a Wes Anderson en la cumbre de su orientación al detalle, mientras cuenta una de sus historias más encantadoras». En el sitio IMDb los usuarios le han dado una puntuación de 7.9/10, sobre la base de 149 664 votos.
Richard Roeper del diario Chicago Sun-Times le dio una calificación de 3.5 de 4 estrellas, destacando que «es inteligente, diferente y realmente divertida». Manohla Dargis del diario The New York Times definió la película como «visualmente seductora, como ejemplo Isla Basura aterra por su esplendor visual y meticulosa construcción». Además destacó que «los perros protagonistas son encantadores y brindan la emoción a la cinta», pero incluyó que «la profundidad de algunos temas hacen pensar que Anderson no maneja muy bien el apartado del guion». Toca el tema del idioma japonés, donde dice que «al dejar los diálogos de Atari sin traducir al inglés, Anderson reduce el idioma a un elemento decorativo para su obra».

## Premios y nominaciones
| Premio                                   | Fecha de ceremonia    | Categoría                                   | Ganador o nominado                                        | Resultado |
| ---------------------------------------- | --------------------- | ------------------------------------------- | --------------------------------------------------------- | --------- |
| Alianza de Mujeres Periodistas de Cine   | 10 de enero de 2019   | Mejor película animada                      | Wes Anderson                                              | Nominada  |
| Alianza de Mujeres Periodistas de Cine   | 10 de enero de 2019   | Mejor personaje femenina animada            | Greta Gerwig como Tracy Walker                            | Nominada  |
| Premios Annie                            | 2 de febrero de 2019  | Mejor película animada                      | Wes Anderson, Scott Rudin, Steven Rales and Jeremy Dawson | Nominada  |
| Premios Annie                            | 2 de febrero de 2019  | Mejor animación de personajes               | Jason Stalman                                             | Nominada  |
| Premios Annie                            | 2 de febrero de 2019  | Mejor diseño de producción                  | Adam Stockhausen y Paul Harrod                            | Nominada  |
| Premios Annie                            | 2 de febrero de 2019  | Mejor actor de voz en película de animación | Bryan Cranston                                            | Ganador   |
| Festival Internacional de Cine de Berlín | 25 de febrero de 2018 | Oso de plata a mejor dirección              | Wes Anderson                                              | Ganador   |
| Festival Internacional de Cine de Berlín | 25 de febrero de 2018 | Oso de Oro                                  | Isla de perros                                            | Nominado  |
| Premios Globo de Oro                     | 6 de enero de 2019    | Mejor película animada                      | Wes Anderson                                              | Nominada  |
| Premios Globo de Oro                     | 6 de enero de 2019    | Mejor banda sonora original                 | Alexandre Desplat                                         | Nominada  |
| Sociedad de Críticos de Cine en Línea    | 2 de enero de 2019    | Mejor película animada                      | Isla de perros                                            | Nominada  |
| Sociedad de Críticos de Cine en Línea    | 2 de enero de 2019    | Mejor banda sonora original                 | Alexandre Desplat                                         | Nominada  |
| Premios Satellite                        | 17 de febrero de 2019 | Mejor película animada                      | Wes Anderson                                              | Ganadora  |
| Premios de la Academia Británica de Cine | 10 de febrero de 2019 | Mejor película animada                      | Isla de perros                                            | Nominada  |
| Premios de la Academia Británica de Cine | 10 de febrero de 2019 | Mejor banda sonora original                 | Isla de perros                                            | Nominada  |
| Premios de la Academia                   | 24 de febrero de 2019 | Mejor película animada                      | Wes Anderson, Scott Rudin, Steven Rales y Jeremy Dawson   | Nominada  |
| Premios de la Academia                   | 24 de febrero de 2019 | Mejor banda sonora original                 | Alexandre Desplat                                         | Nominada  |

## Polémica
El hecho de ser una película ambientada en un país asiático, como en este caso Japón, y solamente contar con dos voces japonesas, aunque hablen en inglés, representando personajes principales como la del niño Koyu Rankin y el veterano Ken Watanabe, motivó nuevamente críticas a Hollywood por usar voces de actores estadounidenses para representar personajes principales que figuran ser asiáticos, fenómeno que se conoce como «whitewashing» o «blanquear» las películas.